# عمل ثنائي
عمل ثنائي هو مصطلح يُستخدم للإشارة إلى مسرحية أو فيلم أو برنامج تلفزيوني يحتوي على شخصيتين رئيسيتين فقط. غالبًا ما تُظهر هاتان الشخصيتان اختلافات في الوضع الاجتماعي أو الخبرات الحياتية، وهي اختلافات يتم استكشافها وربما تجاوزها خلال تطور القصة.
```
يمكن أن يظهر هذا النوع في المسرح، أو السينما، أو حلقات تلفزيونية، أو مسلسلات كاملة، أو حتى الإذاعة.
```

أشهر الأعمال الثنائية
- فيلم معا (2021)
- فيلم قمر (2009)
- فيلم 65 (فيلم) (2023)